# Parc marí de la Gran Barrera
El Parc Marí de la Gran Barrera de Coral protegeix una gran part de la Gran Barrera de Coral d'Austràlia de les activitats perjudicials, la pesca i la remoció dels objectes. La vida silvestre (peixos, corals, petxines, etc.) està estrictament regulada, i el tràfic marítim comercial s'ha d'atenir a certes rutes específiques d'enviament definides que evitin les zones més sensibles del parc. La Gran Barrera de Coral és el major grup a nivell mundial de corals i altres formes de vida marina exòtica.
Els administradors del parc són els membres pertanyents a la "Autoritat del Parc Marí de la Gran Barrera de Coral" (GBRMPA). Ells expedeixen permisos per a diverses formes d'ús del parc marí, i l'ús del monitor al parc per garantir el compliment de l'administració del parc. El GBRMPA està finançat pel Commonwealth Government Appropriations (en català, Govern d'Assignacions del Commonwealth), que inclou un càrrec de gestió mediambiental gravant als passatgers amb permisos. En l'actualitat el preu és de 5,50 $ dòlars australians per dia i per persona (fins a un màxim de 16,50 dòlars per viatge).

## Geografia
El parc es troba a l'est de la costa continental de Queensland, començant al punt més septentrional de Cap York. El seu límit del nord és l'arc de circumferència de la latitud 10 º 41' S (que corre d'aquest fins a la vora oriental de la Gran Barrera de Coral a 145º19'33"E, abastant d'aquesta manera les deshabitades illes de l'Estret de Torres que estan a l'est de Cap York. La més gran de les illes son l'illa d'Albany (o Pbaju) amb 5,9 km², illa Cap de Tortuga amb 12,8 km² i l'illa Trochus amb 2,2 km² i d'altres illes més petites. L'extrem sud del parc és el paral·lel de latitud 24º 30'00" (Mireu mapa adjunt).

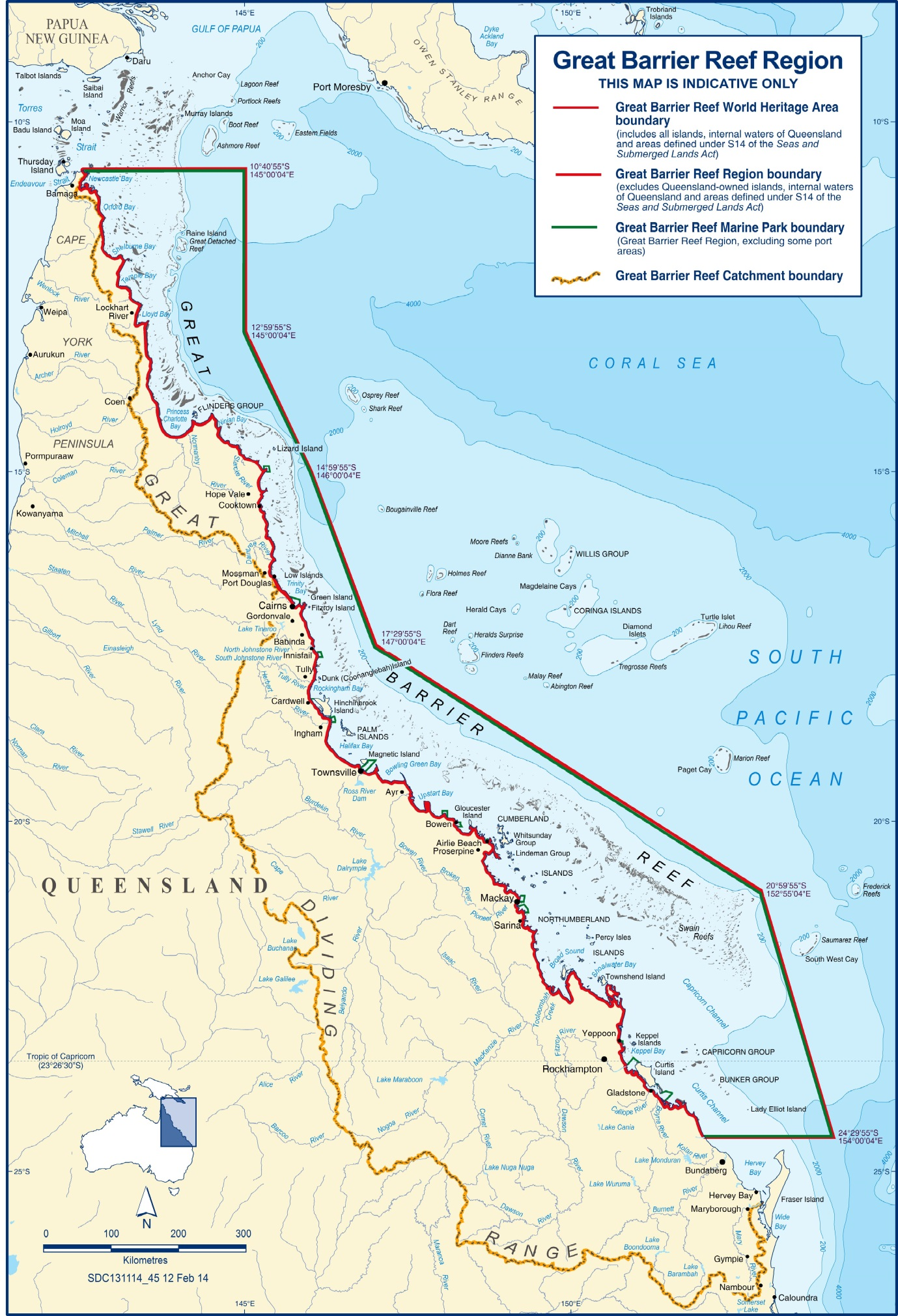
Límits de la regió del Parc de la Gran Barrera